# VEB Elektrokohle Lichtenberg

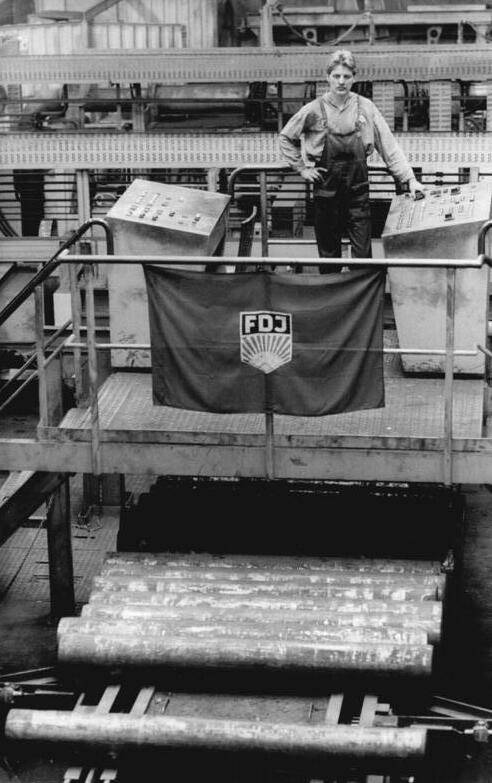
Im VEB Elektrokohle, 1984

Der VEB Elektrokohle Lichtenberg (EKL) war ein Industriebetrieb der DDR. Der Hauptsitz befand sich in der Herzbergstraße 128–139 im Berliner Ortsteil Lichtenberg. Der Betrieb war der einzige Hersteller für Graphitprodukte in der DDR und beschäftigte zeitweise über 3000 Mitarbeiter.
Auf dem ausgedehnten Gelände wurden nach der politischen Wende viele alte Produktionsgebäude und Schornsteine abgerissen und der belastete Boden saniert. Erfolgreich wurden mittelständische Unternehmen angesiedelt. Ein Teil der südlichen Betriebsfläche (ca. 88.000 m²) wurde zu einem asiatischen Kultur- und Handelszentrum in fünf Großmarkthallen mit dem Namen Dong Xuan Center (benannt nach dem Chợ Đồng Xuân, der größten Markthalle Hanois) umgebaut. In dem früheren Verwaltungsgebäude haben mittelständische Unternehmen Unterkunft gefunden. Das Areal des Betriebes steht neben dem als separates Baudenkmal geführten Verwaltungsgebäude als Gesamtensemble in der Berliner Landesdenkmalliste.

## Chronik

### 1872–1945

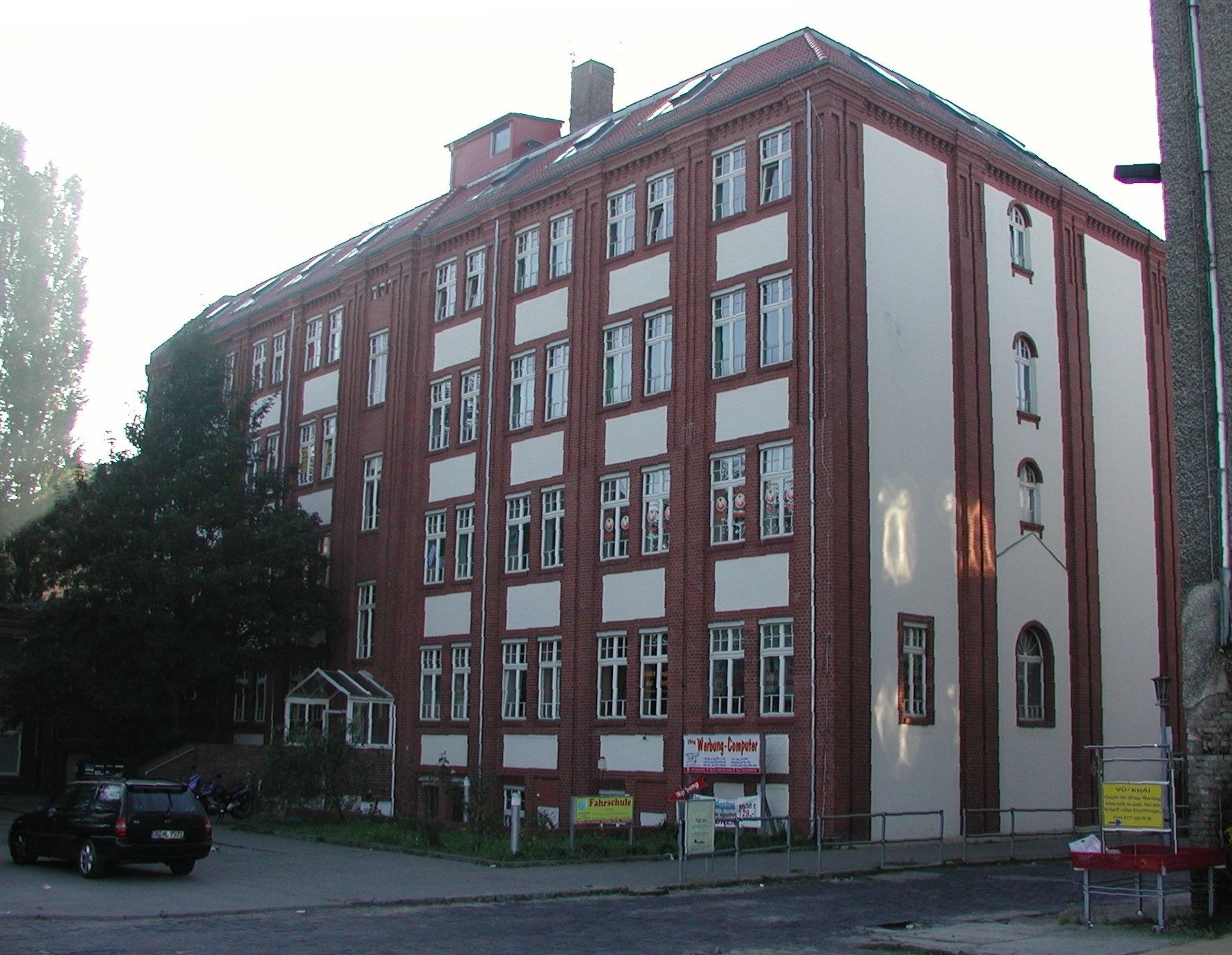
Historisches Verwaltungsgebäude

Die Geschichte des Betriebes Elektrokohle Lichtenberg beginnt bereits im Jahr 1872, als auf dem Gelände in der damaligen Gemeinde Lichtenberg Siemens & Halske eine Teilproduktionsstätte zur Herstellung von Alkohol-Messapparaturen errichtete und unter dem Namen Gebr. Siemens & Co. führte. Nach 1880 wurden Beleuchtungskohle und Kohlebürstenerzeugnisse zum Produktionsschwerpunkt, 1904 kam die Herstellung von Siliziumkarbid-Heizstäben hinzu. Während des Ersten Weltkriegs wurde Siemens & Co. ein kriegswichtiger Rüstungsbetrieb und stellte Großkohleerzeugnisse her, die für viele Industriezweige von Bedeutung waren. Im Jahr 1928 wurde der Betrieb mit dem Rütgers-Konzern verschmolzen und erhielt den Namen Siemens-Plania AG.
Im Zweiten Weltkrieg wurden kriegswichtige Kohleerzeugnisse hergestellt. In den letzten Jahren vor 1945 setzte die Konzernleitung im Produktionsbereich zusätzlich Zwangsarbeiter aus mehr als acht Nationen und Kinder zwischen 9 und 14 Jahren ein. Die meisten dieser ausländischen Arbeiter wohnten in Baracken im heutigen Bereich des Fennpfuhlparks.

### Juni 1945–1990

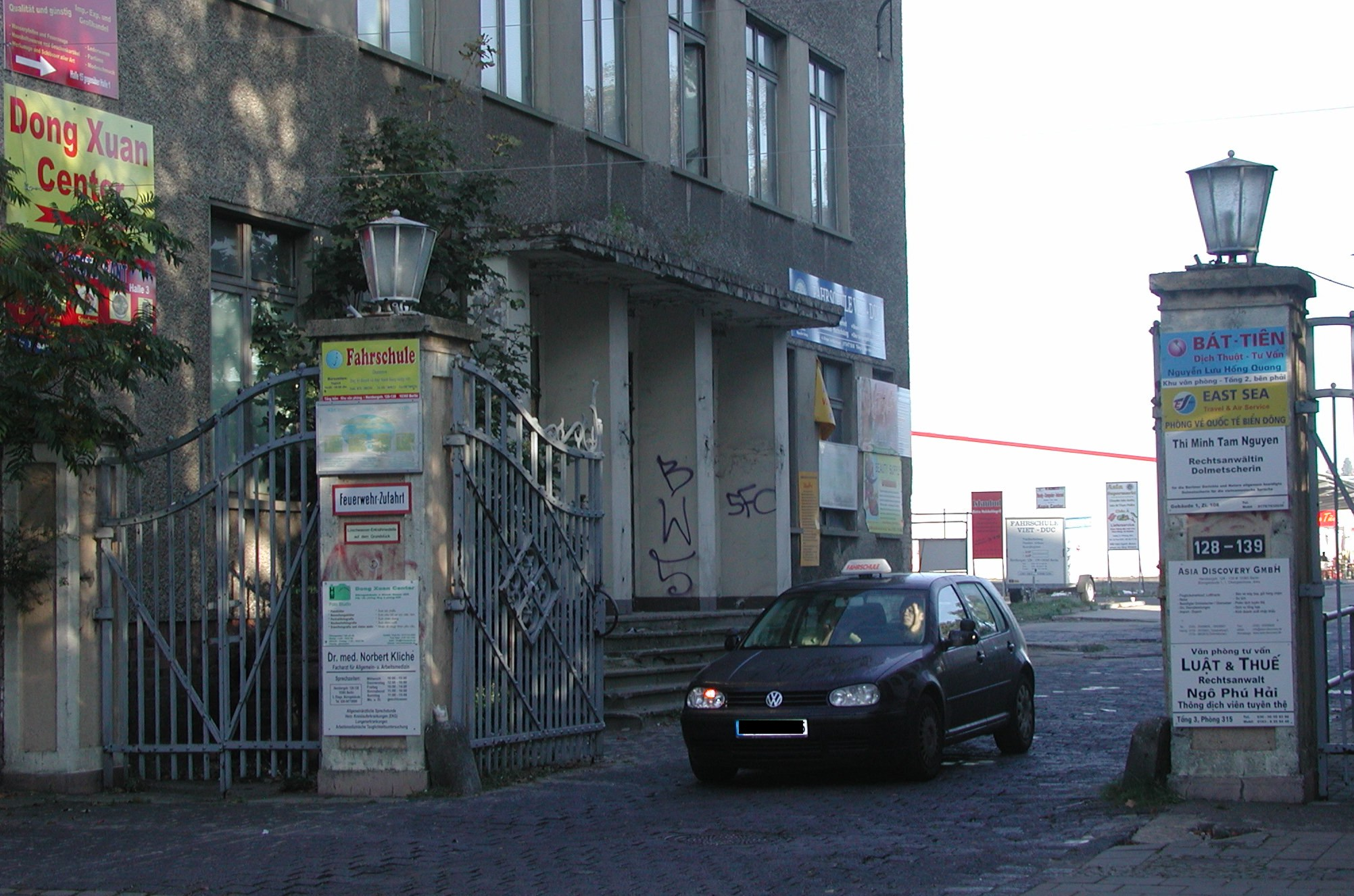
Haupteinfahrt des früheren EKL

Nach dem Ende des Krieges wurde der Betrieb zunächst eine Sowjetische Aktiengesellschaft (SAG) und treuhänderisch verwaltet. Am 1. Januar 1954 erfolgte die Übergabe an die DDR, nun war Siemens-Plania ein Volkseigener Betrieb mit dem neuen Namen VEB Elektrokohle Lichtenberg. Für das Jahr 1966 wird eine Verzwanzigfachung des Produktionsausstoßes gegenüber dem Jahr 1947 angegeben, der absolute Wert beziffert sich auf „mehr als 100 Millionen Mark pro Jahr“.
Im Jahr 1969 kam EKL zum VEB Chemiekombinat Bitterfeld.

### Ab 1991 bis zum fast vollständigen Ende der Produktion
In den Jahren 1992 und 1997–1999 erfolgten im Auftrag der Lichtenberger Bezirksverwaltung genaue Untersuchungen über die Belastung der Flächen mit verschiedenen Schadstoffen, gefunden wurden zum Beispiel 15–55 mg PAK pro Kilogramm TS in der gesamten Auffüllschicht, auf Teilflächen auch Chrom (23 g/kg), Kupfer (3,6 g/kg) und Phenole (bis 7,3 g/kg). Eine Grundwassergefährdung konnte nicht festgestellt werden.
1993 wurde ein 200 Meter hoher Kamin, der das dritthöchste technische Bauwerk im einstigen Ost-Berlin (nach dem Berliner Fernsehturm und dem Sendemast Köpenick) war, mit Hilfe eines Spezialbaggers abgetragen.
Am 23. Dezember 1996 übernahm der US-amerikanische Konzern UCAR International den Produktionsbereich Großkohle. Mit dieser Übernahme war die Zusage verbunden, die 90 Arbeitsplätze zu erhalten und die Produktion noch mindestens bis Ende 2001 fortzuführen. Die Ucar Elektroden GmbH überlebte an diesem Standort jedoch nicht so lange, im Jahr 1999 wurde der Ableger von Ucar aus wirtschaftlichen Gründen geschlossen.
Der Bereich Kleinkohle ging im Jahr 1997 an die SGL-Carbon-Gruppe.
Ab 1997 wurde dann die sonstige Produktion auf dem Lichtenberger Gelände eingestellt, die Gebäude geräumt, Schornsteine gesprengt.
Die mittelständische Firma PanTrac GmbH führt in einigen hinteren Gebäudeteilen die Produktion von Industriekohleerzeugnissen aber erfolgreich fort. Es handelt sich dabei jedoch um eine Endfertigung, deren Rohmaterial von der SGL Carbon GmbH in Bonn bezogen wird.

### Asia-CenterDong Xuan

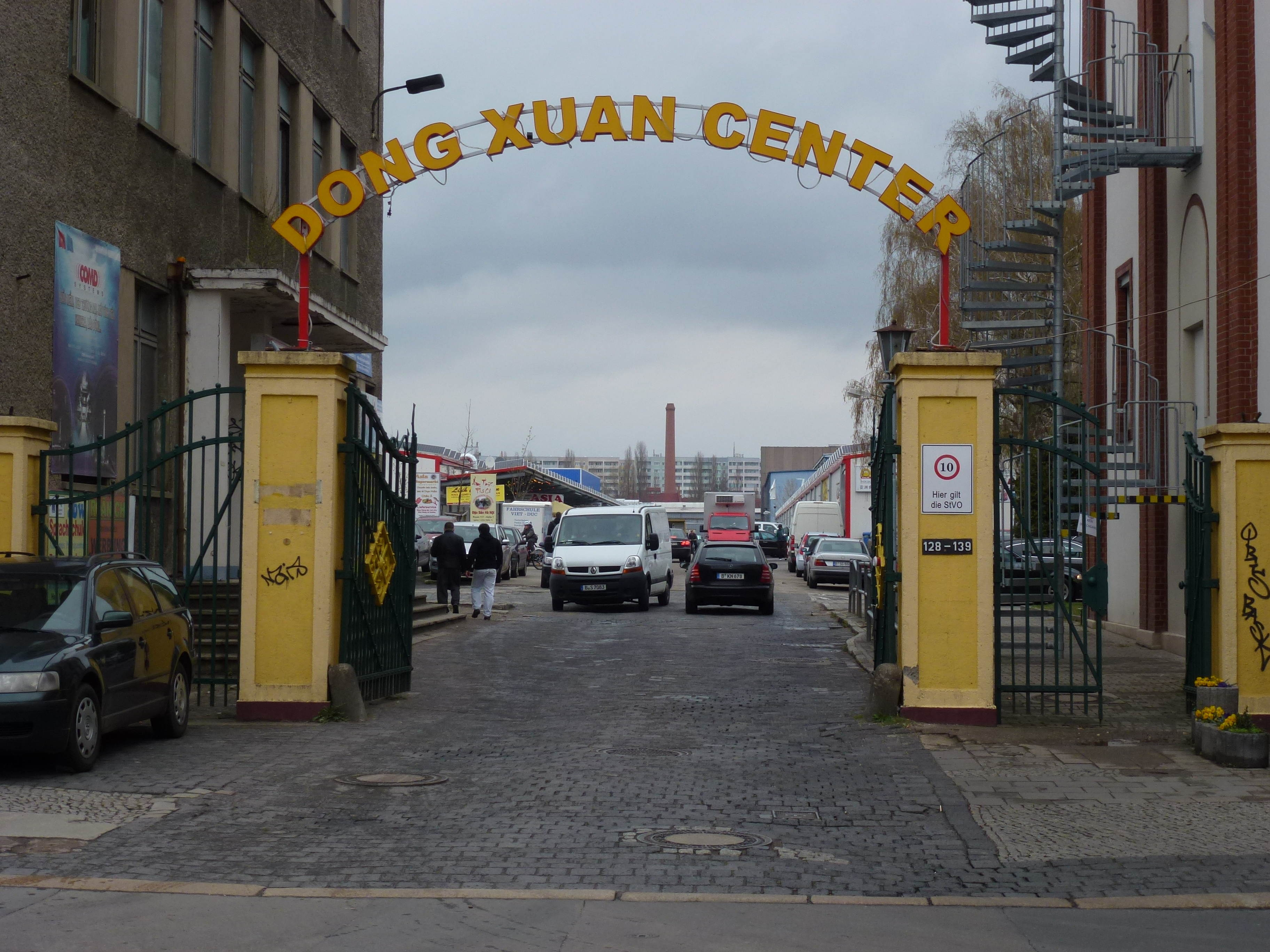
Haupteinfahrt zum Dong Xuan Center

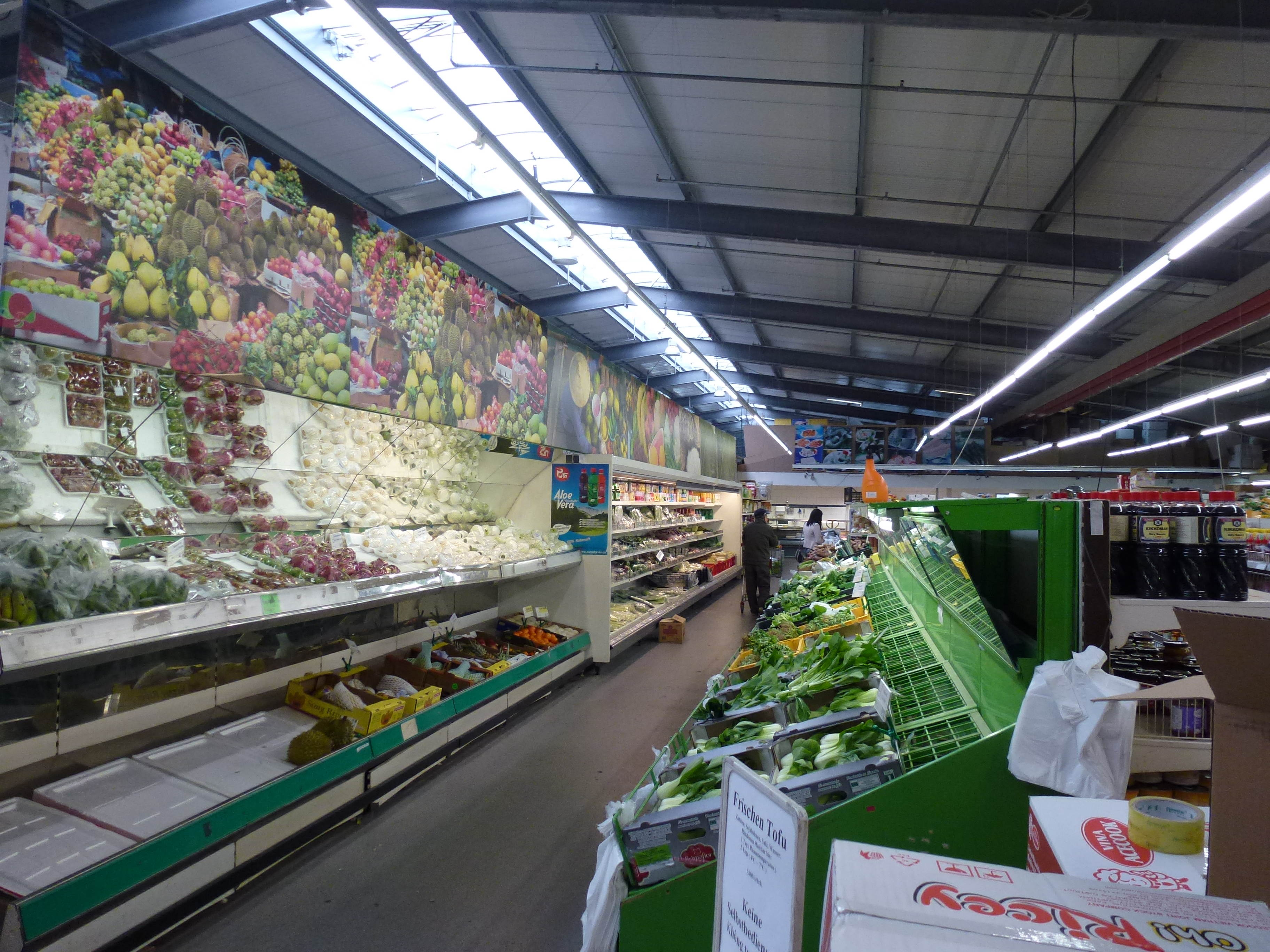
Das Dong Xuan Center bietet unter anderem asiatische Lebensmittelspezialitäten an

Das Dong Xuan Center (deutsch: Blühende Wiese) als asiatisches Handels-, Geschäfts- und Einkaufszentrum befindet sich seit dem Jahr 2006 auf freigeräumten Flächen, nachdem 2004 der Boden teilweise abgetragen und belastete Flächen versiegelt worden waren.
Diese Asiatown bzw. Chinatown entlang der Herzbergstraße wird durch die Dong Xuan GmbH entwickelt, die von dem Vietnamesen Nguyen Van Hien gegründet wurde. In drei Leichtbauhallen etablierten sich kleine Läden, die historischen Gebäude des früheren Werkes werden für gastronomische Angebote, Handelsvertretungen und Serviceleister genutzt. Eine stetige Weiterentwicklung wie Wohnmöglichkeiten, Hotels und weitere Markthallen für asiatische Waren werden schrittweise hinzugefügt. Die Nachfrage von Interessenten ist groß, ein Abschluss der Umbau- oder Umnutzungsaktivitäten ist nicht bekannt.
Mit einer Fläche von 160.000 m² ist es das größte Einkaufszentrum seiner Art in Westeuropa.
Zwischen 2017 und 2023 wurde das ehemalige Kulturhaus Elektrokohle zusammen mit den angrenzenden Schulungs- und Laborgebäuden an der Herzbergstraße zu einem Veranstaltungszentrum ausgebaut.
(siehe unten)

## Im EKL hergestellte Produkte (Auswahl)
Zum Produktionsspektrum des VEB Elektrokohle Lichtenberg gehörten vielfältige Erzeugnisse aus Kohle,  Graphit und Siliziumkarbid:
- Kohlebürsten (typisch mit Kupfergehalt) (groß) für Elektromotoren und Generatoren und Kohlebürsten (klein) für Haushalts- und Heimwerkergeräte
- Kohlestifte zum Zeichnen und Markieren
- Bogenlichtkohlen (kurz: Lichtkohle) für Kinoprojektoren, Scheinwerfer, medizinische Geräte und sonstige Bogenlampen
- Formteile aus Kohlenstoff bzw. Naturgraphit (Rohre, Muffen, Platten, Stromabnehmer),
- Kohlenstoffelektroden zur Erzeugung von Siliziumkarbid
- Produkte auf Basis von Siliziumkarbid als Hartstoff, Ofenauskleidungsstein oder elektrischer Hochtemperatur-Widerstand, etwa als Heizelement
- Kohleelektroden und Ofenauskleidungssteine aus Kohlenstoff, komplett bearbeitet für Hochöfen, Ferrosiliziumöfen, Phosphoröfen
- Graphitelektroden für Lichtbogen-Stahlöfen (größter Anteil der EKL-Produktion nach Wert und Volumen)
- Anodensteine für die Aluminiumherstellung

Zirka 30 Prozent der Produktion wurde in mehr als 30 Länder exportiert. Größter Abnehmer war die sowjetische Industrie.
Für den Transport der Produkte auf dem ausgedehnten Werksgelände und die Auslieferung an auswärtige Kunden hatte eine Terraingesellschaft vor der Industrialisierung der gesamten Herzbergstraße eine Industriebahn verlegt, die einen Anschluss zum damaligen Güterbahnhof Lichtenberg hatte.
Im Rahmen der Konsumgüterproduktion wurde Mitte der 1980er Jahre im EKL eine Töpferei eingerichtet. Hier stellten mehrere Facharbeiter Feinkeramik her, von Geschirr bis zu Pflanzgefäßen. Ursprünglich sollten die Keramikerzeugnisse in den Brennöfen der Kohleproduktion mitgebrannt werden. Die Brennverfahren für die Industrieproduktion erwiesen sich jedoch als ungeeignet, weshalb die Töpferei einen eigenen großen Brennofen erhielt.

## Kulturhaus, Ausbildung und Betriebswohnungsbau

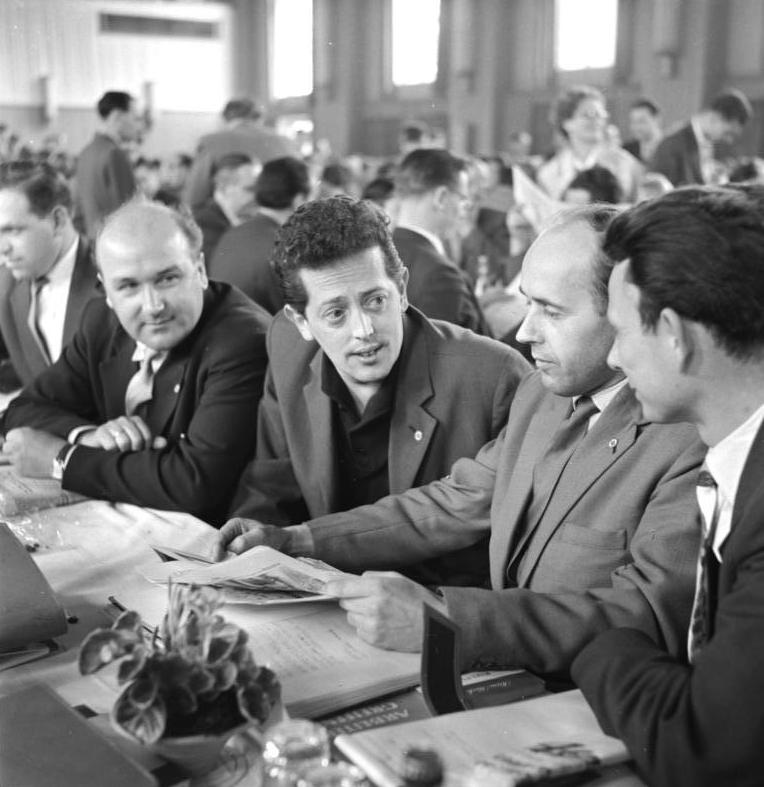
Kulturkonferenz im Kulturhaus des VEB EKL, 1960

### 1949–2002
Der Betrieb EKL ließ an der Herzbergstraße ein zweietagiges Kulturhaus errichten, für das der DDR-Ministerpräsident Otto Grotewohl am 27. März 1950 zusammen mit einem Arbeiter den Grundstein legte. Die oberen Räumlichkeiten dienten als Berufsschule für die Ausbildung von Handelskaufleuten. – Bekannt ist die Arbeiterwohnungsbaugenossenschaft Elektrokohle, die das EKL zur Verbesserung der Wohnverhältnisse seiner Betriebsangehörigen gegründet hatte. Im Kulturhaus erfolgte oft auch die langerwartete feierliche Übergabe der Wohnungsschlüssel an die neuen Mieter. Außerdem wurde es für weitere Veranstaltungen wie Einschulung, Jugendweihe oder auch Konferenzen genutzt. Am 21. Dezember 1989 trat die West-Berliner Band Einstürzende Neubauten im Kulturhaus Elektrokohle erstmals im Ostteil von Berlin auf. Dieses Konzert wird in dem  Kinofilm Elektrokohle (von wegen) des Regisseurs Uli M Schueppel dokumentiert.

### Altes Kulturhaus wird zum Dong-Xuan-Kulturhaus aufgewertet

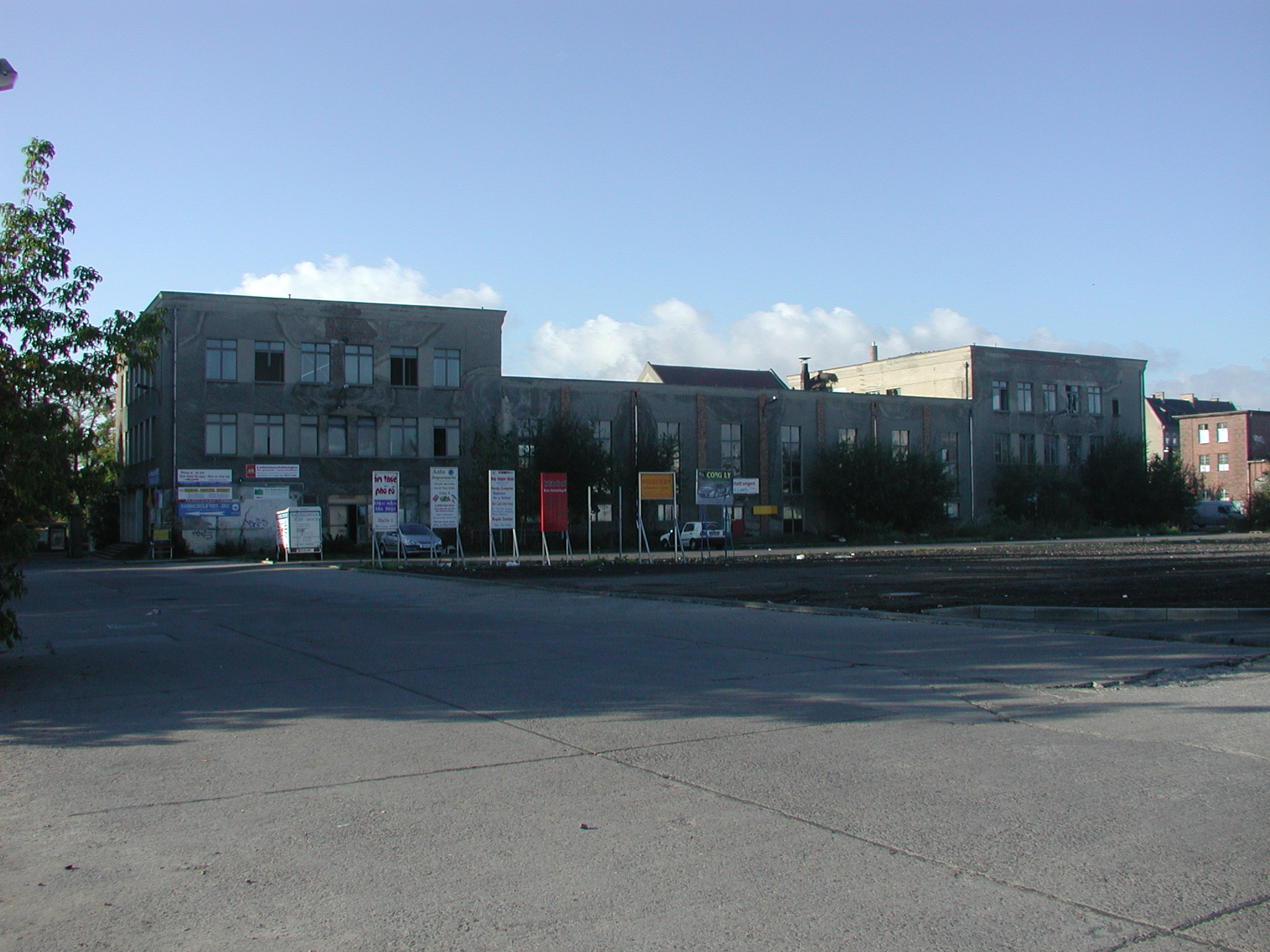
Ruine des früheren Kulturhauses, 2007

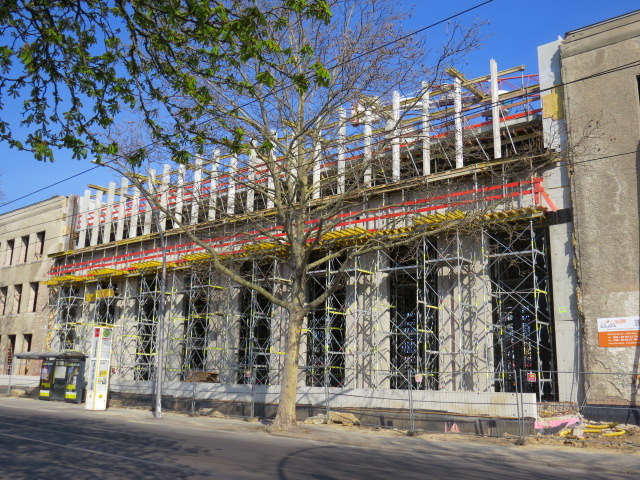
Während der Wiederaufbauarbeiten, April 2020

Die neuen Eigentümer des Geländes haben das Kulturhaus anfangs nicht mit übernommen, ein Nutzungskonzept wurde deshalb erst im Nachgang ausgearbeitet. Doch der Bau verfiel bis Ende 2016 schrittweise oder war das Ziel von Vandalen. Das Centermanagement hatte um 2012 eine umfassende Sanierung des Gebäudes und die Herrichtung als multikulturelles Veranstaltungszentrum projektiert und im Internet vorgestellt. Nach eigenen Informationen sollte im Winter 2013/14 ein Bebauungsplan eingereicht werden, doch das dauerte etwas länger. Schließlich konnten hinter einem Bauzaun rund um das Gebäude im Januar 2017 die Arbeiten beginnen. Die beiden Flügelbauten wurden entkernt, das Mittelteil nach Abriss komplett neu aufgebaut, die Gestaltung lehnt sich an das frühere Aussehen an. Wegen der Corona-Pandemie dauerten die Bauarbeiten dann länger als geplant, aber im Jahr 2023 war das Kulturzentrum mit einer Nutzfläche von 7800 m² fertig und wurde schrittweise bezogen.
Neben dem Eingang des Kulturhauses stand auf einer kleinen Grünfläche seit Anfang der 1980er Jahre ein Kunstobjekt von Doris Pollatschek mit dem Titel Erdkugel, das etwa im Jahr 2010 mit einem Holzgehäuse vor dem weiteren Verfall geschützt worden war. Die Bezirksverwaltung hat es an den Eigentümer verkauft, der es einlagerte und nun – nach Abschluss der Umbauarbeiten – fast an seinem früheren Stansdort in restauriertem Zustand wieder aufgestellt hat.

## Weitere Bauten auf dem Gelände
Im nördlichen Teil des Geländes befinden sich zwei schmale Türme, die als Umlaufturm bzw. Silo genutzt wurden. Sie erinnern äußerlich an mittelalterliche Geschlechtertürme und erfahren ab dem Jahr 2024 eine Umnutzung als Werkstätten für Kreative.